# Золотистый бычок
Золотистый бычок, или златоглавый бычок (лат. Gobius xanthocephalus), — вид лучепёрых рыб семейства бычковых.

## Описание
Тело вальковатое, покрыто относительно крупной ктеноидной чешуей. По бокам тела проходит 42—49 поперечных рядов чешуй. Темя, затылок, задняя часть груди и основания грудных плавников покрыты циклоидной чешуёй. Щёки без чешуи. Голова крупная, её высота несколько больше ширины. Межглазничное расстояние значительно меньше диаметра глаза. Рот небольшой, немного скошен вверх. Нижняя челюсть практически не выдаётся вперёд. Передние ноздри имеют треугольную складку. Брюшная присоска достигает анального отверстия. Спинные плавники разделены промежутком. В первом спинном плавнике 6 колючих лучей, а во втором — 1 колючий и 13—16 мягких лучей. Грудные плавники овальной формы, крупные, их кончики заходят за вертикаль начала второго спинного плавника, концы верхних 4 ветвистых лучей волосовидные, не связаны мембраной. В анальном плавнике 1 колючий и 13—15 мягких лучей. Хвостовой плавник закруглен. Хвостовой стебель невысокий. Плавательный пузырь отсутствует.
Голова и передняя часть тела до начала первого спинного плавника жёлтые, брюхо бледно-жёлтое; остальная часть тела серовато-жёлтая. На теле разбросаны ярко-красные мелкие пятнышки, которые образуют продольные тонкие полоски по всему телу. Голова сверху с красными точками, также 3-4 красные полоски идут через рыло, одна ─ от нижнего края глаза к углу рта, одна или две ─ от середины глаза к верхней губе и одна ─ от передней части глаза к середине губы. Вдоль нижней челюсти и на щеках есть красно-коричневые пятна. Грудные плавники прозрачные, у их основания имеются чёрные пятна (иногда слабо выраженные). Вдоль глаза идут две красные полоски. На спинных плавниках пятнышки образуют прерывистые параллельные линии. Вдоль основания анального плавника идёт одна красная полоса и несколько бледно-оранжевых. На хвостовом плавнике красные пятнышки образуют полосы.
Максимальная длина до 10 см.

## Ареал
Представитель восточно-атлантическо-средиземноморского фаунистического комплекса. Восточная Атлантика вдоль побережья Португалии и Канарских островов. В Средиземном море вид обычен у Франции.
Впервые в Чёрном море 6 экземпляров этого вида выловлены у Севастополя в 1967 году и были определены как Cabotia schmidti. Позднее в литературе вид упоминался под названиями Gobius auratus, Gobius strictus, Gobius fallax. В Чёрном море встречается в его восточной части у Абхазии; в Крыму у Севастополя и Тарханкутского полуострова.

## Биология
Морская донная рыба. Обитает в прибрежной зоне в водах с солёностью 17-18 ‰ в Чёрном море и до 36 ‰ в Средиземном море и Восточной Атлантике. Встречается на участках с различным дном на глубине от 3-5 до 40 м. В районе Крыма предпочитает места с крупными обломками известняка, с небольшими участками песка между ними, ракушечника и гальки. Рыбы территориальны и почти не перемещаются. В отличие от других видов рода, не лежат на грунте, а находятся над ним на высоте 15-20 см. При опасности прячутся в убежища. Нерест у Португалии отмечен в мае. Откладывает донную икру под камни и створками раковин моллюсков. Самец охраняет кладку. Инкубационный период продолжается 9 суток при температуре воды около 17ºС. Питается мелкими ракообразными (гаммарусами).